# 大瓦拉斯多夫
大瓦拉斯多夫是奥地利布尔根兰州上普伦多夫县的一个市镇。总面积42.52平方公里，总人口1645人，人口密度38.7人/平方公里（2001年）。